# 香港維港日
香港維港日是香港一個以海港為主題，讓市民參與欣賞及保護維多利亞港的活動。
第一屆香港維港日於2005年11月13日星期日舉行，香港市民可親身參與在維港海上舉行的多個活動，包括航海、划船、風帆等，亦有環遊維港、參觀葵涌貨櫃碼頭等活動。岸上活動亦包括柏林愛樂樂團及Rockit Festival樂隊表演，賽跑、高爾夫球及欖球。
香港維港日由多家機構組成的香港維港日統籌委員會主辦，支持活動的團體包括香港遊艇會、民政事務局、康樂及文化事務署、海事處及香港警察等。
香港維港日參考了世界各大海港城市的成功慶典，包括悉尼Sydney Harbour Week及阿姆斯特丹Sail Amsterdam等。維港日未來有可能發展成一年一度的慶典，並成為吸引外地遊客到港旅遊的一大活動。